# Élections municipales de 1874 dans la Somme
Les élections municipales ont eu lieu les 22 et 29 novembre 1874 dans la Somme.

## Maires sortants et maires élus
Les maires élus à la suite des élections municipales dans les communes de plus de 2 000 habitants :
| Commune                | Population | Maire sortant             | Opinion | Opinion      | Maire élu                | Opinion | Opinion      |
| ---------------------- | ---------- | ------------------------- | ------- | ------------ | ------------------------ | ------- | ------------ |
| Abbeville              | 18 208     | Alexandre Courbet-Poulard |         | Légitimiste  | Pierre Sauvage           |         | Rép.         |
| Airaines               | 2 168      | Joseph Dantier            |         | Légitimiste  | Joseph Dantier           |         | Légitimiste  |
| Albert                 | 4 259      | Firmin Lenoir             |         | Rép.         | Firmin Lenoir            |         | Rép.         |
| Amiens                 | 63 747     | Louis Dewailly            |         | Libéral      | René Goblet              |         | Rad.         |
| Beauquesne             | 2 658      | Alexandre Joly            |         | Rad.         | Jean-Baptiste Renard     |         | Rad.         |
| Beauval                | 2 640      | Édouard Carpentier        |         | Rép.         | Édouard Carpentier       |         | Rép.         |
| Cayeux-sur-Mer         | 3 003      | Jean-Baptiste Forget      |         | Légitimiste  | Jean-Baptiste Forget     |         | Légitimiste  |
| Corbie                 | 3 643      | Eugène Cressin            |         | Bonapartiste | Eugène Cressin           |         | Bonapartiste |
| Doullens               | 4 749      | Abel Briois               |         | Bonapartiste | Victor Sydenham          |         | Libéral      |
| Épehy                  | 2 076      | Charles Roland            |         | Rép.         | Charles Roland           |         | Rép.         |
| Friville-Escarbotin    | 2 063      | Eugène Imbert             |         | Libéral      | Eugène Imbert            |         | Libéral      |
| Ham                    | 2 733      | Adrien Maurel             |         | Libéral      | Adrien Maurel            |         | Libéral      |
| Harbonnières           | 2 014      | Charles-Augustin Bernard  |         | Rép.         | Charles-Augustin Bernard |         | Rép.         |
| Montdidier             | 4 238      | Charles Mangot            |         | Bonapartiste | Charles Mangot           |         | Bonapartiste |
| Moreuil                | 3 078      | Joseph Grenot             |         | Rép.         | Joseph Grenot            |         | Rép.         |
| Nesle                  | 2 237      | Albert Lallouette         |         | Rép.         | Nicolas Beaudoin         |         | Rép.         |
| Péronne                | 4 174      | Alfred Danicourt          |         | Orléaniste   | Alfred Danicourt         |         | Orléaniste   |
| Rosières-en-Santerre   | 2 308      | Alfred Tassart            |         | Libéral      | Alfred Tassart           |         | Libéral      |
| Roye                   | 3 915      | Henri Bertin              |         | Bonapartiste | Henri Bertin             |         | Bonapartiste |
| Rue                    | 2 444      | Louis Loisel              |         | Rép.         | Louis Loisel             |         | Rép.         |
| Saint-Valery-sur-Somme | 3 686      | Édouard d'Arras           |         | Légitimiste  | Édouard d'Arras          |         | Légitimiste  |
| Vignacourt             | 3 441      | Charles Copin             |         | Libéral      | Charles Copin            |         | Libéral      |
| Villers-Bretonneux     | 4 959      | Jean-Baptiste d'Heilly    |         | Orléaniste   | Jean-Baptiste d'Heilly   |         | Orléaniste   |
| * Ne se représente pas |            |                           |         |              |                          |         |              |

### Résultats en nombre de mairies
| Opinions                  | Opinions                  | Maires sortants | Maires élus | Évolution     |
| ------------------------- | ------------------------- | --------------- | ----------- | ------------- |
|                           | Républicains modérés      | 7               | 8           | 1             |
|                           | Républicains radicaux     | 1               | 2           | 1             |
| Total gauche républicaine | Total gauche républicaine | 8               | 10          | 2             |
|                           | Bonapartistes             | 4               | 3           | 1             |
|                           | Légitimistes              | 4               | 3           | 1             |
|                           | Orléanistes               | 2               | 2           | en stagnation |
| Total droite monarchiste  | Total droite monarchiste  | 10              | 8           | 2             |
|                           | Conservateurs libéraux    | 5               | 5           | en stagnation |
| Total centre conservateur | Total centre conservateur | 5               | 5           | en stagnation |
| Total                     | Total                     | 23              | 23          |               |

## Résultats
L'élection des conseillers municipaux étant au scrutin majoritaire plurinominal sous la IIIe République, les résultats indiqués ci-dessous représentent le nombre moyen de voix par liste.

### Amiens
Maire sortant : Louis Dewailly (Libéral) depuis 1873, à la suite de la démission d'Albert Dauphin.
36 sièges à pourvoir
| Tête de liste                 | Tête de liste    | Liste                              | Premier tour | Premier tour | Premier tour | Second tour | Second tour | Second tour | Sièges |  |
| Tête de liste                 | Tête de liste    | Liste                              | Voix         | %            | Élus         | Voix        | %           | Élus        | CM     |  |
| ----------------------------- | ---------------- | ---------------------------------- | ------------ | ------------ | ------------ | ----------- | ----------- | ----------- | ------ |  |
|                               | René Goblet      | Républicains (radicaux et modérés) |              |              | 22           |             |             | 14          | 36     |  |
| Liste de l'Union républicaine |                  |                                    |              |              | 22           |             |             | 14          | 36     |  |
|                               | Louis Dewailly * | Libéraux - Monarchistes            |              |              | 0            |             |             |             |        |  |
| Liste municipale libérale     |                  |                                    |              |              | 0            |             |             |             |        |  |
|                               |                  |                                    |              |              |              |             |             |             |        |  |
| Inscrits                      | Inscrits         | Inscrits                           |              | 100,00       |              |             | 100,00      |             |        |  |
| Abstentions                   |                  |                                    |              |              |              |             |             |             |        |  |
| Votants                       |                  |                                    |              |              |              |             |             |             |        |  |
| Blancs et nuls                |                  |                                    |              |              |              |             |             |             |        |  |
| Exprimés                      |                  |                                    |              |              |              |             |             |             |        |  |
| * Maire sortant               |                  |                                    |              |              |              |             |             |             |        |  |

Maire élu : René Goblet (Républicain radical)